# Шумнатица
Шумнатица (болг. Шумнатица) — село в Болгарии. Находится в Кырджалийской области, входит в общину Кирково. Население составляет 495 человек.

## Политическая ситуация
В местном кметстве Шумнатица, в состав которого входит Шумнатица, должность кмета (старосты) исполняет Емил Илиев Кёсев (Движение за права и свободы (ДПС)) по результатам выборов правления кметства.
Кмет (мэр) общины Кирково — Шукран Кязим Идриз (Движение за права и свободы (ДПС)) по результатам выборов в правление общины.